# Охос-Альбос
Охос-Альбос (ісп. Ojos-Albos) — муніципалітет в Іспанії, у складі автономної спільноти Кастилія-і-Леон, у провінції Авіла. Населення — 59 осіб (2010).
Муніципалітет розташований на відстані близько 75 км на північний захід від Мадрида, 16 км на схід від Авіли.

## Демографія
Динаміка населення (INE ):